# أوكسفورد (ماساتشوستس)
أوكسفورد (بالإنجليزية: Oxford, Massachusetts)‏ هي بلدة أمريكية تقع في الولايات المتحدة في مقاطعة ووستر (ماساتشوستس). يقدر عدد سكانها بـ 13,709 نسمة ومساحتها 71.3 كم2 ووترتفع عن سطح البحر 155 متر.

## أعلام
- توني رينو
- نيلسون إتش ديفيس
- هيرمان جي. شتاينر
- ريتشارد أولني
- كلارا بارتون
- مارثا بالارد